# Mark Tremonti

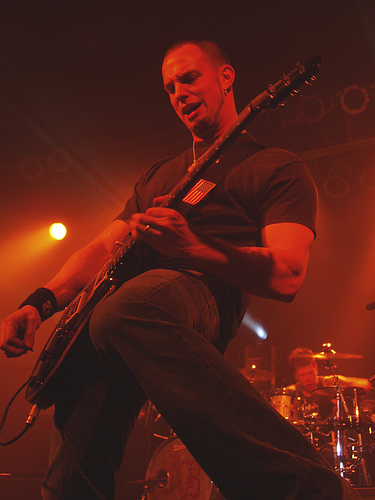
Mark Tremonti 2007.

Mark Tremonti, född 18 april 1974 i Detroit, Michigan, är en amerikansk gitarrist och sångare. Tremonti spelar i rockgruppen Creed och i bandet Alter Bridge.

## Barndom
Mark Tremonti föddes och växte upp nära Detroit, Michigan. Han lyssnade på hårdrock och metalband som KISS, Celtic Frost, Journey och Metallica. Elva år gammal köpte han sin första gitarr av sin kompis : en Tara, en Gibson Les Paulkopia för runt 10 dollar. Mark tog sedan en musiklektion men bestämde sig för att sluta när läraren inte ville lära honom den stil han ville. Han påstod att de lärde honom 'Mary Had a Little Lamb' när han ville lära sig 'Master of Puppets'. Tremonti blev istället en självlärd gitarrist. En av de första låtarna Mark skrev hette 'Yesterday'. Mark spelade i många band innan Creed, ett hette Night Stalker.

## Musikkarriär
Efter högstadiet så började Tremonti på Florida State University. Där mötte han sångaren Scott Stapp, som han kände från högstadiet, och före detta gitarristen Brian Brasher och de började skriva musik. Tillsammans höll Tremonti, Stapp och Brasher auditions för en basist och en trummare vilket resulterade i valet av Scott Phillips och Brian Marshall. De kallade sig ursprungligen Naked Toddler men ändrade namnet till Creed på förslag av Marshall. De följande sju åren skulle Creed komma att sälja över 30 miljoner skivor världen över. På grund av personliga problem med bandmedlemmarna splittrades Creed, och Alter Bridge skapades 2004.
I april 2009 har det blivit officiellt att Creed ska återförenas när den officiella Creed hemsidan laddade upp en video som påstod att "Creed will rise again" ("Creed kommer att återuppstå) och för första gången sedan Creed splittrades har deras officiella MySpace sida blivit uppdaterad. 
Sedan Creed splittrades har Tremonti arbetat med bland annat Michael Angelo Batio, Thomas Gospodareck och Fozzy. Han tog även gitarrlektioner hos Troy Stetina. Han förklarade att "Efter allt Creed uppnådde professionellt, så kände jag att jag behövde fokusera på de mål jag hade personligen. En av de målen var att återvända till mina 'rock and roll'-rötter. Efter att Creed tog en paus, så började bandmedlemmen Scott Phillips och jag spela tillsammans igen och insåg att vi båda delade samma vision och vi var båda väldigt ängsliga att börja göra musik igen."[källa behövs] De återförenades med före detta Creed basisten Brian Marshall och tog in före detta Mayfield Four sångaren Myles Kennedy och startade Alter Bridge. Namnet symboliserade att gå över och in i det okända. Namnet togs efter en riktig bro nära hans barndomshem på Alter Road. Barnen i kvarteret fick inte gå över bron, eftersom den ledde till en farlig del av staden, vilket gjorde att det som fanns på andra sidan var okänt för barnen. Sen Alter Bridges formation har bandet släppt sex studioalbum: One Day Remains år 2004, Blackbird år 2007, AB III år 2010, Fortress år 2013, The Last Hero år 2016 och Walk The Sky år 2019. 
Sent 2008 släppte Tremonti sin första gitarrinstruktions-DVD, The Sound & The Story. DVD:n innehöll lektioner av Tremonti, men den hade också gästframträdanden av Michael Angelo Batio, Rusty Cooley, Troy Stetina, Bill Peck och Myles Kennedy. DVD:n kan köpas via Fret12 hemsidan.

## Inflytande
Mark Tremontis favoritgitarrist någonsin är Stevie Ray Vaughan. Han han flera gånger nämnt gitarristen Zakk Wylde som en personlig favorit. Han har också hämtat inspiration från Metallica, Slayer, Celtic Frost, Audley Freed, Neal Schon, Slash, och många andra hårdrocks- och metalgitarrister och band.